# 莫氏野鯪
莫氏野鯪，為輻鰭魚綱鯉形目鯉科的其中一個種。分布於亞洲印尼蘇門答臘島淡水及半鹹水水域，體長可達5.2公分。

## 扩展阅读
維基物種上的相關：莫氏野鯪